# Бованенково — Ухта
Бованенково — Ухта — российский магистральный экспортный газопровод. Основной источник газа — Бованенковское газовое месторождение. В городе Ухта газопровод примыкает к магистрали Ямал — Европа. Заказчик - Ямалгазинвест http://yamalgazinvest.gazprom.ru/about/today/b_u/ Архивная копия от 17 ноября 2016 на Wayback Machine
Решение о строительстве газопровода было принято в октябре 2006 года, строительство начато в августе 2008 года. Сначала планировалось закончить строительство в III квартале 2011 года, но в июне 2009 года по финансовым причинам срок ввода в эксплуатацию был перенесён на III квартал 2012 года.
Проектная протяжённость газопровода — 1 100 км, производительность — 140 млрд м³ газа в год.
При строительстве использовались трубы диаметром 1420 мм, рассчитанные на высокое давление. К июню 2009 года было построено более 300 км, в том числе около 40 км подводного участка по дну Байдарацкой губы. Генеральным подрядчиком по подводному переходу является ОАО «Межрегионтрубопроводстрой», одним из подрядчиков — ООО «Стройгазконсалтинг». Подводная часть к 2010 году по первой нитке было уложено — 67 км, по второй нитке было уложено 35 км.

Компания «Северный Европейский трубный проект» победила в тендере на поставку «Газпрому» более 480 тыс т трубной продукции в течение 2012 года, рассказал «Известиям» источник в «Газпроме». Сумма контракта составляет более 36 млрд рублей. Компания давно работает с «Газпромом» и является одним из основных поставщиков монополиста. Основными владельцами СЕТП являются братья Аркадий и Борис Ротенберги, которые в марте 2010 года приобрели по 38,1% акций компании.

Трубы предназначены дочернему предприятию холдинга – «ЗАО Ямалгазинвест». По мнению аналитика Raiffeisen Bank Андрея Полищука, большинство из них пойдет на прокладку ямальского газопровода Бованенково – Ухта, строительство первой нитки которого должно завершиться в этом году. Часть труб предназначена и для реконструкции существующей инфраструктуры «Газпрома». Как отмечает эксперт, у компании достаточно высокий износ мощностей.— «Газпром» купит трубы у Ротенбергов за 36 млрд рублей. 24.04.12 10:30
Со слов генподрядной организации, которая выполняет строительно-монтажные работы на Бованенковском НГКМ, промбаза ГП-2 и УКПГ введены в эксплуатацию и 23 октября 2012 года газ пошёл.
Вдоль трубопровода каждую зиму прокладывают зимник Ухта — Печора — Инта — Воркута — Байдарацкая губа, необходимый для строительства трубопровода и компрессорных станций., Зимник проходит не строго параллельно трубе, отклоняясь от трубы до 10 км. Как только строительство окончится, зимник перестанет существовать. Останутся только дороги до компрессорных станций (КС), самая длинная из них - это дорога от Воркуты до Байдарацкой губы. Дорога от Воркуты до Байдарацкой губы - это грунтовая дорога круглогодичного пользования, которая оканчивается в посёлке Яры. Эта дорога была готова для использования по всей длине в октябре 2011 года, но без мостов через водные преграды,. Летом по грунтовой дороге Воркута — Байдарацкая губа может ездить не только груженый грузовой транспорт, но и легко проедет любой легковой автомобиль. Зимой её может сильно заметать снегом на отдельных участках, поэтому обычный легковой автомобиль не проедет, а если будет многодневная пурга, то никакой транспорт не проедет. Согласно правилам «ПАО Газпром» компрессорные станции (КС) должны иметь круглогодичный подъезд, для этого построили грунтовые дороги до КС от определённых ж/д станций. Поэтому на участке зимника Сыня — Косью есть участок с грунтовой дорогой, связывающей КС-7 «Сынинская» с посёлком Сыня.
5 декабря 2018 года открыта вторая нитка газопровода Ухта-Торжок, позволяющая нарастить поставки газа из Ямала в центральную часть Российской Федерации.